# Dickies
Dickies és una marca de roba, anomenada originàriament Clares, que va ser fundada l'any 1900 a Wells per a proveir de roba de treball a la indústria agrícola. Més endavant, l'empresa estatunidenca es va fundar a Fort Worth l'any 1922 per CN Williamson i EE «Coronel» Dickie per a proveir de pantalons de peto als grangers.

## Història
Els cosins CN Williamson i EE «Coronel» Dickie eren uns agents comercials que duien 25 anys junts venent barrets al sud-oest de Texas. El 1918, ells i uns quants amics van crear l'empresa US Overall Company a Fort Worth i, el 1922, la van rebatejar com a Williamson-Dickie Manufacturing Company.
Des dels seus primers anys, Williamson-Dickie Manufacturing Company va gaudir d'un creixement constant que només va ser frenat per la Gran Depressió. Durant la Segona Guerra Mundial va produir milions d'uniformes per a l'exèrcit dels Estats Units. Després de la guerra es va reorientar cap a la producció civil. A finals de la dècada del 1950, Williamson-Dickie Manufacturing Company es va convertir en una empresa internacional en expandir-se al mercat europeu i al mercat de l'Orient Mitjà, on els petroliers texans hi van introduir la marca Dickies als jaciments de petroli.
El 2008 Williamson-Dickies Manufacturing Company va adquirir l'empresa canadenca Kodiak Group Holdings Inc. El 2013 va comprar Walls. VF Corporation va adquirir Williamson-Dickie Manufacturing Company el 2017 per 820 milions de dòlars en efectiu. El juny de 2020, Dickies va col·laborar amb la marca japonesa FACETASM.